# Новые Завалёны
Новые Завалёны (бел. Новыя Завалёны) — деревня в Октябрьском сельсовете Октябрьского района Гомельской области Белоруссии.
На западе граничит с лесом.

## География

### Расположение
В 4 км на север от Октябрьского, 4 км от железнодорожной станции Бумажково ветке Бобруйск — Рабкор от линии Осиповичи — Жлобин), 233 км от Гомеля.

## Гидрография
На востоке мелиоративные каналы.

## Транспортная сеть
Транспортные связи по просёлочной, затем автомобильной дороге Глуск — Октябрьский. Планировка состоит из короткой прямолинейной улицы, близкой к меридиональной ориентации и застроенной деревянными усадьбами.

## История
Основана в начале 1920-х годах, когда из деревни Завалёны выделилось поселение Новые Завалёны и деревня Завалёны стала называться Старые Завалёны. В 1930 году жители вступили в колхоз. Во время Великой Отечественной войны немецкие оккупанты в апреле 1942 года сожгли 2 двора и убили 6 жителей. Согласно переписи 1959 года в составе совхоза «Октябрьский» (центр городской посёлок Октябрьский).

## Население

### Численность
- 2004 год — 11 хозяйств, 15 жителей.

### Динамика
- 1940 год — 19 дворов, 98 жителей.
- 1959 год — 93 жителя (согласно переписи).
- 2004 год — 11 хозяйств, 15 жителей.